# Iijärvi (Inari)
Le lac Iijärvi (finnois : Iijärvi, same du Nord : Idjajávri) est un lac situé à Inari en Finlande,.

## Présentation
Le lac a une superficie de 36,88 kilomètres carrés et une altitude de 192,4 mètres.
L'Iijärvi est le lac source de la rivière Näätämöjoki dans la partie nord d'Inari. 
Le lac mesure environ 21 km de long et 2 km de large et fait presque entièrement partie de la zone sauvage de Kaldoaivi.
Le parcours de canoë de la rivière Näätämöjoki (92 km) va de l'Iijärvi, jusqu'à la mer de Barents du côté norvégien. 
Le parcours est désertique et il y a de nombreux rapides.